# Mario Super Sluggers
Mario Super Sluggers (werktitel: Super Mario Stadium Baseball) is de officiële naam voor een honkbalspel voor de Wii met Mario en zijn vrienden in de hoofdrol. Het is het officiële vervolg op Mario Superstar Baseball voor de Nintendo GameCube en verscheen in de Verenigde Staten en Japan op respectievelijk 25 augustus 2008 en 19 juni 2008. In Europa en Australië werd het spel niet uitgegeven, aangezien honkbal daar niet heel populair is.

## Gameplay
Op de Nintendo Media Summit op 11 april 2008 is volgende informatie rondom de gameplay naar voor gekomen:
- Indien de Wii-afstandsbediening gedraaid wordt, zal de bal gaan spinnen.
- Indien de Wii-afstandsbediening omgeschud wordt, zal het spelfiguur beginnen rennen.
- Indien de Wii-afstandsbediening naar achteren getrokken wordt en de bijhorende ringen in elkaar gaan overlopen, kan de bal gegooid worden.
- De A-knop en de B-knop zullen zorgen voor speciale effecten in de gameplay.
- Er is een mogelijkheid tot bunting

## Spelfiguren
Na het bestuderen van de recent vrijgegeven afbeeldingen en het lezen van verschillende nieuwsberichten zijn veel personages opgemerkt.
- Mario
- Luigi
- Peach
- Daisy
- Yoshi
- Birdo
- Wario
- Waluigi
- Donkey Kong
- Diddy Kong
- Dixie Kong
- Bowser
- Bowser Jr.
- Baby Mario
- Baby Luigi
- Toad
- Toadette
- Toadsworth
- Koopa Troopa
- Koopa Paratroopa
- Goomba
- Paragoomba
- Kamek
- Boo
- King Boo
- Dry Bones
- Monty Mole
- Petey Piranha
- Shy Guy
- Hammer Bro.
- Pianta
- Noki
- King K. Rool (nieuw)
- Funky Kong (nieuw)
- Tiny Kong (nieuw)
- Kritter (nieuw)
- Wiggler (nieuw)
- Baby Peach (nieuw)
- Blooper (nieuw)
- Baby Donkey Kong (nieuw)
- Mii (nieuw)
- Baby Daisy (nieuw)

## Stadia
De volgende levels zijn te zien in verschillende afbeeldingen. Het is geconfirmeerd dat er 15 stadiums aanwezig zullen zijn, die allemaal in dag- en nachtstand te spelen zullen zijn.
- Mario Stadium[2]
- Peach Rink[2]
- Wario City[2]
- Yoshi Park[3]
- DK Jungle[3]
- Daisy Cruiser[2]
- Luigi's Mansion[2]